# ليديا روسلانوفا
ليديا أندرييفنا روسلانوفا (الروسية: Лидия Андреевна Русланова) هي واحدة من أكبر المغنيات للموسيقى التقليدية الروسية.

## حياتها
ولدي في مدينة صغيرة قرب مدينة ساراتوف.

## أغانيها

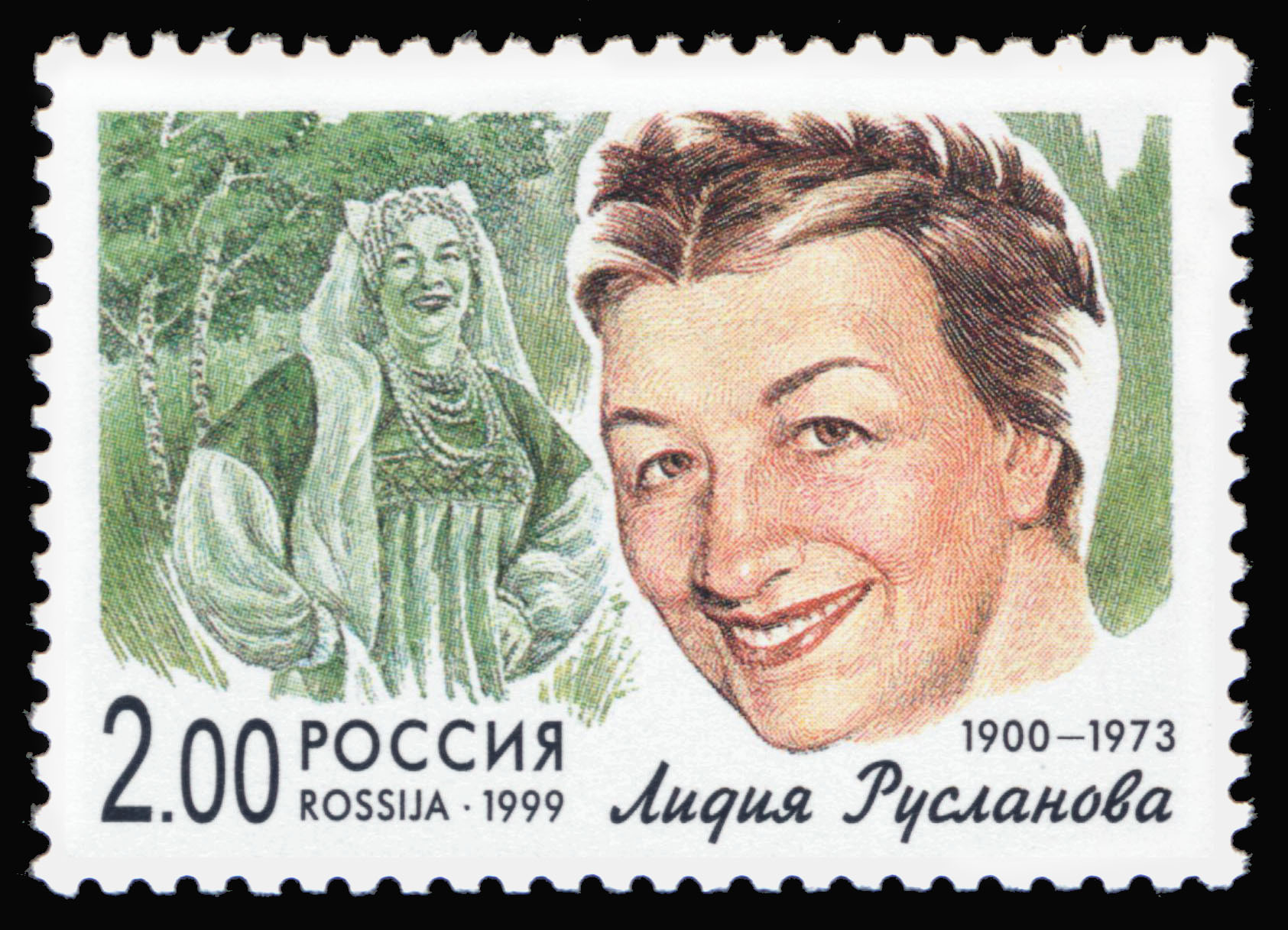
Stamp of Russia devoted to Lidiya Ruslanova, 1999, 2 rub. (Michel 759, Scott 6545)

## مسارها المهني
أغنية كاتيوشا.

## روابط خارجية
- ليديا روسلانوفا على موقع IMDb (الإنجليزية)
- ليديا روسلانوفا على موقع ميوزك برينز (الإنجليزية)
- ليديا روسلانوفا على موقع ديسكوغز (الإنجليزية)
- ليديا روسلانوفا على موقع ديسكوغز (الإنجليزية)